# Air Rwanda
Société Nationale des Transports Aériens du Rwanda, o Air Rwanda és com va ser més coneguda l'aerolínia nacional de Ruanda, amb base a l'Aeroport Internacional de Kigali. La companyia aèria va operar durant 21 anys. El 1996, la companyia aèria va ser reconstituïda i va canviar de nom per a Rwanda Air, que finalment va conduir a la formació de RwandAir el 2002.

## Història
Air Rwanda va ser fundada pel govern de Ruanda el 15 de juliol de 1975 com a aerolínia nacional de Rwanda. L'aerolínia va començar operacions en vols nacionals i en països veïns, amb una xarxa que incloïa vols des de Kigali fins a Gisenyi, Kamembe, Bujumbura i Ostende. També van operar altres serveis a Tanzània, Uganda i Zaire, juntament amb un vol de càrrega regular de Bujumbura a Mombasa (Kenya). Una flota composta per un Boeing 707, dos de Havilland Canada DHC-6 Twin Otter i un Piper Aztec van operar en aquestes rutes. L'aerolínia també ocasionalment arrendaria un Britten-Norman Islander per a operacions de la Força Aèria Ruandesa.
L'aerolínia estava implicada en un acord amb Líbia, sota el qual els libis podrien pintar avions Boeing pertanyents a Libyan Arab Airlines com a Air Rwanda. El propòsit de l'acord era permetre que els libis se saltessin un embargament i obtinguessin accessos a peces de recanvi de l'avió. El possible acord va sortir a la llum quan els Estats Units van obtenir fotografies d'alguns avions libis que es van pintats com a Air Rwanda, després de les quals els ruandesos van cancel·lar les converses amb els libis.
El 1994, l'aerolínia es va veure obligada a deixar de volar a destinacions nacionals a causa del genocidi ruandès, mentre que a l'estranger la companyia va reduir la seva xarxa per incloure només Kigali, Bujumbura i Entebbe. El 1996, l'aerolínia es va reanomenar Rwanda Air i la seva flota només consistia en el Boeing 707. En aquest moment, la seva xarxa només incloïa Gisenyi, Kamembe, Bujumbura, Ostende, Dar es Salaam, Entebbe i Kinshasa.

### Alliance Express Rwanda
En novembre de 1997 es va anunciar que Alliance Express, el braç regional de l'aerolínia multinacional ugandesa SA Alliance Air, havia arribat a un acord amb el govern de Ruanda per fer-se càrrec de les operacions de Rwanda Air, després de les quals funcionaria com "Alliance Express Rwanda" a partir de l'1 de març de 1998. La nova línia aèria operava en rutes de Kigali a Entebbe, Kinshasa, Johannesburg i Nairobi amb el Boeing 737-200. El govern va continuar tenint una participació majoritària del 51% a la companyia aèria, i Alliance Air tenia el restant 49%. La companyia aèria va començar a operar a Bujumbura en la veïna Burundi el 8 de febrer de 1999. En el seu primer any d'operacions, Alliance Express Rwanda va declarar uns 4 milions US $ de pèrdues operatives sobre 6 milions US $ en ingressos, dels que la companyia aèria culpava a la seva incapacitat d'operar vols a la República Democràtica del Congo a causa de la Segona Guerra del Congo. Una disputa entre Rwanda, Uganda i la República Democràtica del Congo, segons el subdirector general de les línies aèries, significava que no es podia desenvolupar la ruta Kigali - Lubumbashi - Kinshasa. En aquest moment, la companyia aèria també estava operant un Bombardier Dash 8 a més del 737.
Després que SA Alliance Air, amb seu a Uganda, va deixar d'operar a l'octubre de 2000, el govern de Ruanda va signar un acord amb South African Airways per garantir que la filial de Ruanda continués operant. Les operacions van continuar fins que la companyia estava eventualment acabada el 30 de novembre de 2002 i les seves operacions foren assumides per Rwandair Express, més tard refundada com RwandAir.

## Flota històrica
Air Rwanda va operar amb els següents aparells en algun cop dels seus 21 anys d'operacions.
- Boeing 707
- de Havilland Canada DHC-6 Twin Otters
- Piper Aztec
- Britten-Norman Islander

Després de ser refundada com a Alliance Express Rwanda l'aerolínia va operar:
- Bombardier Dash 8
- Boeing 737-200